# Ius trium liberorum
Droit romain et lois romaines
lex iulia
lex papia poppaea
Le ius trium liberorum (du latin, littéralement « droit des trois enfants »), était un privilège récompensant le citoyen romain ayant eu au moins trois enfants, ou l'affranchi en ayant eu au moins quatre. Il découle directement des lex iulia et lex papia poppaea introduites par Auguste respectivement en 18 av. J.-C. et en 9 ap. J.-C., dont le but était d'enrayer le déclin démographique de la bourgeoisie romaine,.
Un homme se voyant accordé le privilège du ius trium liberorum était exempté de munera (travaux d'intérêt public) ; une femme n'était plus soumise à la tutela mulierum, ce qui lui permettait alors de toucher une part d'héritage à la mort de son époux.
Extrait de L’intolérance religieuse et la politique d'Auguste Boucher–Leclerc, professeur à la Sorbonne, membre de l’institut. (Flammarion 1911)

« Il s’agissait de peser sur les volontés libres en jetant dans la balance du côté du mariage, les appâts les plus puissants, l’argent et les honneurs et d’en rendre l’accès plus difficile aux célibataires.
En conséquence, Auguste décida que les célibataires en âge nubile... ne pourrait recevoir aucune succession ou legs par testament en dehors de leur famille. Le mariage infécond ne dispenserait pas complètement de cette incapacité légale. Les gens mariés sans enfant en serait également frappés, mais avec atténuation de moitié. Voilà pour la question d’argent : c’était une atteinte portée non seulement aux droits des héritiers et légataires, mais à la liberté des testateurs. Quant aux honneurs, dont le pouvoir disposait à son gré , ils seraient plus rapidement et plus aisément abordables aux pères de famille, aux pères de trois enfants, au moins, qui a tous les points de vue, civils et politiques, feraient figure de privilégiés. Telles furent les dispositions édictées en l’an  18 av. J.-C. et comprises sous le nom de Lex Julia de maritedis ordinibus… »

Une longue période de tâtonnements et d’oppositions diverses s’ensuivit. En l’an 9 Auguste Tibère « céda mais sans avoir l’air de reculer. Il maintint la loi Julia, mais refondue, édulcorée par des exceptions, atténuations dispenses dont l’ensemble forme la loi Papia Poppaea du nom des consuls de l’année. Les incapacités formulées par la loi Julia subsistaient mais les bénéficiaires des testaments pouvaient recouvrer leurs anciens droits » du moins en partie, en régularisant leur situation dans certains délais.
Le ius trium liberorum ne fut aboli qu'en 534 apr. J.-C. par l'empereur Justinien.